# Bùi Mậu Quân
Bùi Mậu Quân (sinh năm 1960) là Trung tướng Công an nhân dân Việt Nam và chính trị gia người Việt Nam. Ông hiện là đại biểu Quốc hội Việt Nam khóa 14 thuộc đoàn đại biểu Hải Dương. Ông nguyên là Cục trưởng Cục Quản lý xuất nhập cảnh, Bộ Công an Việt Nam (2018-2020), Phó Tổng cục trưởng Tổng cục An ninh, Bộ Công an, Giám đốc Công an tỉnh Hải Dương, đại biểu Quốc hội Việt Nam khóa 13 thuộc đoàn đại biểu Hải Dương.

## Thân thế và giáo dục
Bùi Mậu Quân sinh ngày 26 tháng 6 năm 1960, quê quán tại xã Thanh Giang, huyện Thanh Miện, tỉnh Hải Dương.
Thân mẫu ông là bà Bùi Thị Tư. Bà sinh năm 1921 tại thôn An Lý, xã Hưng Thái, huyện Ninh Giang, tỉnh Hải Dương. Bà nguyên là Chủ tịch Công đoàn Bệnh viện Đa khoa tỉnh Hải Hưng, từng được Nhà nước Việt Nam tặng thưởng Huân chương Kháng chiến chống Pháp hạng Nhất, Huân chương Kháng chiến chống Mỹ hạng Nhất, Huy hiệu 70 năm tuổi Đảng Cộng sản Việt Nam. Bà mất ngày 27 tháng 12 năm 2018 tại Bệnh viện Bạch Mai, Hà Nội, hưởng thọ 98 tuổi.
Bùi Mậu Quân có bằng tiến sĩ luật.
Ông là Phó Giáo sư, Tiến sĩ Luật, Đại học, Đại học Cảnh sát, Đại học Bách khoa Hà Nội.
Ông có bằng Cử nhân chính trị.

## Sự nghiệp
Ngày 26 tháng 6 năm 1982, ông gia nhập Đảng Cộng sản Việt Nam.
Năm 2008, ông được bổ nhiệm giữ chức Giám đốc Công an tỉnh Hải Dương
Năm 2013, ông được bổ nhiệm giữ chức Phó Tổng cục trưởng Tổng cục An ninh, Bộ Công an
Ngày 22 tháng 5 năm 2016, ông trúng cử Đại biểu Quốc hội Việt Nam khóa 14 nhiệm kì 2016-2021 tại tỉnh Hải Dương.
Từ tháng 10 năm 2018, ông giữ chức vụ Cục trưởng Cục Quản lý xuất nhập cảnh, Bộ Công an Việt Nam.
Tháng 12 năm 2018, ông là Trung tướng Công an nhân dân.
Tháng 5 năm 2020, ông nghỉ hưu. Nhưng vẫn còn làm việc với tư cách Đại biểu Quốc hội Việt Nam khóa 14 thuộc đoàn đại biểu Hải Dương

## Đại biểu Quốc hội Việt Nam khóa 14

### Yêu cầu Facebook, Youtube đặt văn phòng tại Việt Nam
Sáng ngày 29 tháng 5 năm 2018, khi thảo luận về dự thảo Luật An ninh mạng tại nghị trường Quốc hội Việt Nam, Bùi Mậu Quân cho rằng việc dự thảo luật yêu cầu các công ty nước ngoài khi cung cấp dịch vụ trên mạng phải đặt văn phòng tại Việt Nam là cần thiết nhằm chế tài việc sử dụng mạng để bôi nhọ Đảng Cộng sản Việt Nam, Nhà nước Việt Nam, gây phương hại đến an ninh quốc gia.

## Lịch sử thụ phong quân hàm
- Thiếu tướng (2013)
- Trung tướng (2016)